# Porsche 904
Porsche 904, også kendt som Porsche Carrera GTS, er en bilmodel fra den tyske bilproducent Porsche. Denne model blev produceret mellem 1964 og 1965. 904 var oprindelig ment som en bil kun til brug i motorsport, men for at tilfredsstille reglen om homologering, som siger at et vist antal biler skal bygges til gadebrug, blev modellen også solgt i gadegodkendt stand. Modellens officielle navn var Porsche Carrera GTS, på grund af den samme navneproblematik som gjorde at også Porsche 901 måtte skifte navn til 911.

## Historie
Efter at have trukket sig fra Formel 1, efter sæsonen 1962, begyndte Porsche igen at fokusere på andre typer motorsport. 904 debuterede i 1964 som efterfølger til Porsche 718, som var blevet produceret siden 1957. 904 var den første Porsche-model der var bygget med et karosseri af glasfiber. 904 markerede også starten på en serie af løbsbiler som kulminerede med Porsche 917.
GTS-varianten blev designet først, for at den kunne deltage i løb i GT-klassen. Den gadegodkendte udgave debuterede i 1964. Begge udgaver var udstyret med et karosseri i glasfiber som blev støbt på bilens chassis, der var lavet af stål, for at opnå ekstra styrke. 904s midtmotoriserede opsætning blev hentet fra Porsche 718, også kendt som RSK, som var fabrikkens hidtil mest kendte løbsbil.
1964-modellerne, som blev bygget i 100 eksemplarer, var udstyret med en 180 hestekræfters udgave af Porsches ”Fuhrmann” boksermotor med fire kamaksler og fire cylindre. Denne motor var oprindeligt blevet udviklet til racerbilsbrug i 550 Spyder, og blev siden også benyttet i 356 Carrera med 130 hestekræfter. For at tilfredsstille efterspørgslen for 904’eren blev yderligere 20 eksemplarer bygget i 1965, og enkelte af dem var udstyret med den sekscylindrede boksermotor fra 911’eren. Et lille antal biler udelukkende brugt til racing blev desuden udstyret med en ottecylindret motor hentet fra Porsches F1-bil fra 1962, Porsche 804. De seks- og ottecylindrede udgaver blev kaldt henholdsvis 904/6 og 904/8 og med deres begrænsede produktionstal, blev de i motorsportssammenhæng regnet for prototyper. Det internationale bilsportsforbund FIA renoverede deres regelsæt for 1966, hvilket betød at GT-biler nu skulle være produceret i 500 eksemplarer mod tidligere 100. Dermed blev 904'eren overflyttet til sportsvognsklassen, hvor 50 eksemplarer var påkrævet. Porsche var imidlertid på forkant med udviklingen og præsenterede 906'eren til 1966-sæsonen. Hermed var Porsche 904 allerede historie efter bare to år.
Løbsklare 904-modeller med en firecylindret motor vejede omkring 655 kilo, det gav bl.a. dem mulighed for at accelerere fra stillestående til 100 km/t på under seks sekunder. Karosserierne blev produceret af formskåret glasfiber, men de varierede ofte i tykkelse, derfor varierede de enkelte bilers tilsvarende.

## Racing
I sin debutsæson i 1964 vandt 904 Targa Florio-løbet i Italien; en af Porsches mange sejre i dette løb Bilen vant også første pladsen i P3.0 på 12-timers racerløbet i Sebring. I 1966 blev 904 afløst af Porsche 906 som løbsmodel.